# Faith (Dakota del Sur)
Faith es una ciudad ubicada en el condado de Meade en el estado estadounidense de Dakota del Sur. En el Censo de 2010 tenía una población de 421 habitantes y una densidad poblacional de 135,57 personas por km².

## Geografía
Faith se encuentra ubicada en las coordenadas 45°1′33″N 102°2′11″O / 45.02583, -102.03639. Según la Oficina del Censo de los Estados Unidos, Faith tiene una superficie total de 3.11 km², de la cual 3.11 km² corresponden a tierra firme y (0%) 0 km² es agua.

## Demografía
Según el censo de 2010, había 421 personas residiendo en Faith. La densidad de población era de 135,57 hab./km². De los 421 habitantes, Faith estaba compuesto por el 90.97% blancos, el 0% eran afroamericanos, el 4.04% eran amerindios, el 0.71% eran asiáticos, el 0% eran isleños del Pacífico, el 0.48% eran de otras razas y el 3.8% pertenecían a dos o más razas. Del total de la población el 2.85% eran hispanos o latinos de cualquier raza.